# Општина Круча (Констанца)
Круча (рум. Crucea) општина је у Румунији у округу Констанца.
Oпштина се налази на надморској висини од 114 m.